# アレン・K・オノ

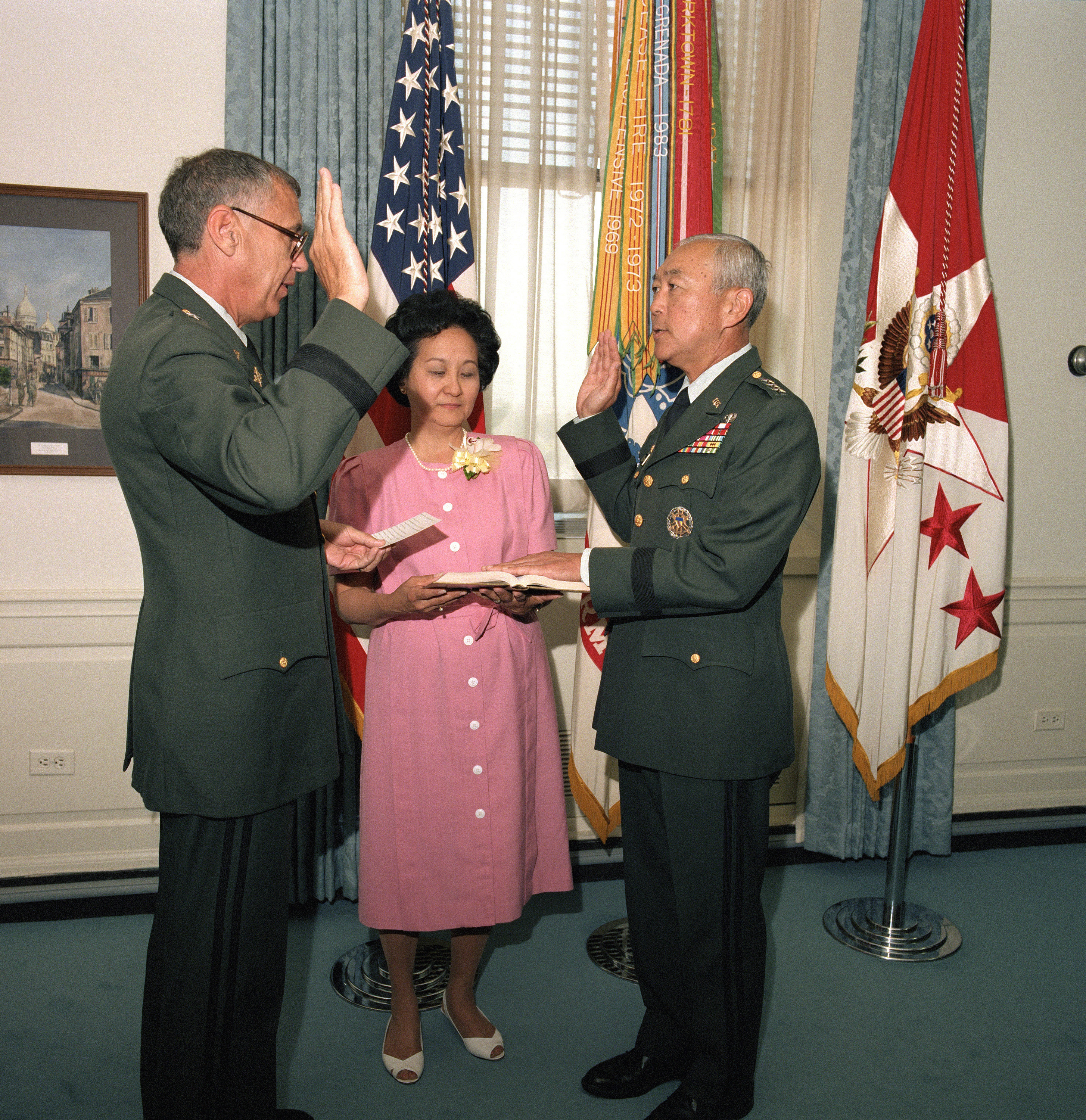
人事幕僚長補としての宣誓を行うオノ中将（右）。中央は妻イブリン、左は法務総監ヒュー・R・オーバーホルト少将（1987年）

アレン・ケンジ・オノ（Allen Kenji Ono、日本名：小野 健次〈おの けんじ〉、1933年12月31日 - 2016年8月1日）は、アメリカ合衆国の軍人。アメリカ陸軍の将校として、人事幕僚長補（Deputy Chief of Staff for Personnel）などを歴任した。最終階級は中将。
オノは日系アメリカ人として、また同時にアジア系アメリカ人として最初の陸軍中将だった。

## 経歴
1933年、ハワイ州ホノルルにて日系二世として生を受ける。姉と弟がいた。日本出身の両親は元々サトウキビ農場で働いていたが、後により良い仕事を求めて市街地へと移った。オノ家はハワイ在住であったため、1941年の太平洋戦争勃発後も強制収容の対象とはされなかった。少年期のオノや友人たちにとっての英雄は、大戦に従軍した日系兵士たちだった。
1955年、ハワイ大学の予備役将校訓練課程（ROTC）を経て陸軍少尉に任官。その後、陸軍募集コマンド（USAREC）司令官などを務めたほか、1986年からは人事幕僚長補（Deputy Chief of Staff for Personnel）を務めていた。オノは1986年の昇進により、アジア系アメリカ人将校としては最初の陸軍中将となった。
1975年、同じくホノルル出身の日系人イブリン・サチコ・マサキ（Evelyn Sachiko Masaki, 1933年 - 2010年）と結婚。
1990年に陸軍を退役。その後はハワイに戻り、アメリカンセービング銀行にて役員を務めた。2016年、82歳で死去し、国立太平洋記念墓地に埋葬された。